# 파릉군 (조선)
파릉군 이경(? ~ 1545년)은 조선의 왕족이다. 본관은 전주, 호는 덕암(德巖), 자는 자진(子振)이다. 

## 생애
금릉군과 창원 황씨 사이에서 태어났다. 중종을 도와 정치를 하다가 몇번의 고초를 겪고, 을사사화 때 정치적으로 대립하다가 유배되어 사사되었다.

## 가족

#### 조부모와 부모
조부: 복성군 이영 조모: 미상
부친: 금릉군 모친: 창원 황씨
배우자: 과천 오씨

## 파릉군이 등장한 작품
- SBS 《여인천하》 - 배우:최동준